# Erythroxylum domingense
Erythroxylum domingense là một loài thực vật có hoa trong họ Erythroxylaceae. Loài này được Oviedo mô tả khoa học đầu tiên năm 2003.